# Кучергіч
Кучергі́ч (рос. Кучергич, башк. Күсергес) — присілок у складі Дюртюлинського району Башкортостану, Росія. Входить до складу Ісмаїловської сільської ради.
Населення — 67 осіб (2010; 66 у 2002).
Національний склад:
- башкири — 73 %